# 10月26日 (旧暦)
旧暦10月26日は旧暦10月の26日目である。六曜は大安である。

## できごと
- 久寿2年（ユリウス暦1155年11月22日） - 雅仁親王が即位して第77代・後白河天皇に[要出典]
- 観応元年/正平5年（ユリウス暦1350年11月26日） - 観応の擾乱。将軍・足利尊氏と対立していた弟・直義が、京都を脱出して挙兵
- 天保9年（グレゴリオ暦1838年12月12日） - 天理教開教

## 誕生日
- 安和元年（ユリウス暦968年11月19日） - 花山天皇、65代天皇（+ 1008年）
- 元禄9年（グレゴリオ暦1696年11月20日） - 徳川宗春、7代尾張藩主（+ 1764年）

## 忌日
- 応長元年（ユリウス暦1311年12月6日） - 北条貞時、鎌倉幕府9代執権・8代得宗（* 1271年）